# Fußball-Europameisterschaft 2021/Niederlande
Dieser Artikel behandelt die niederländische Nationalmannschaft bei der paneuropäischen Fußball-Europameisterschaft 2021. Für die niederländische Mannschaft, die sich für die letzte EM und die WM 2018 nicht qualifizieren konnte, war es die zehnte Teilnahme.

## Qualifikation
Für die Qualifikation wurden der niederländischen Mannschaft Deutschland, Nordirland, Belarus und Estland zugelost.

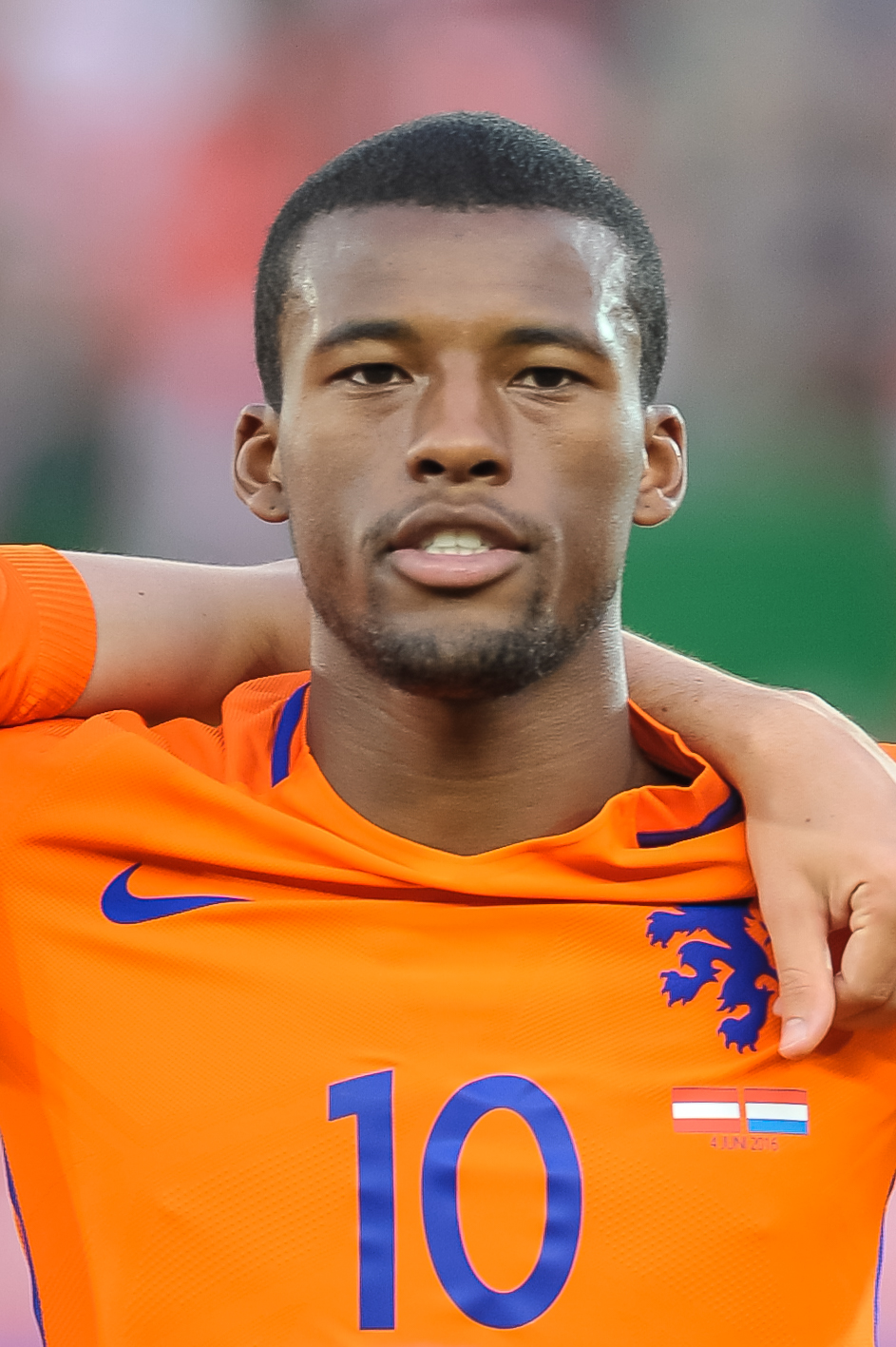
Georginio Wijnaldum, bester niederländischer Torschütze der Qualifikation sowie der Endrunde

Insgesamt setzte Bondscoach Ronald Koeman, der die Elftal im März 2018 übernommen hatte, 25 Spieler ein, von denen nur Torhüter Jasper Cillessen, Frenkie de Jong und Matthijs de Ligt alle acht Spiele mitmachten. Je sieben Einsätze hatten Ryan Babel, Daley Blind, Georginio Wijnaldum und Kapitän Virgil van Dijk, die alle im letzten Spiel nicht eingesetzt wurden, da die Mannschaft zu diesem Zeitpunkt bereits qualifiziert war. Ihr jeweils erstes Länderspiel bestritten hingegen Myron Boadu, Donyell Malen und Calvin Stengs in einem Qualifikationsspiel.
Bester Torschütze mit acht Toren war Georginio Wijnaldum, der zusammen mit dem besten deutschen Torschützen Serge Gnabry und dem zweitbesten englischen Torschützen Raheem Sterling siebtbester Torschütze der Qualifikation war. Ihr jeweils erstes Länderspieltor erzielten in der Qualifikation Matthijs de Ligt (zum 1:2 bei der 2:3-Niederlage gegen Deutschland), Frenkie de Jong (zum 1:1) und Donyell Malen (bei seinem Debüt zur 3:2-Führung beim 4:2-Sieg gegen Deutschland) sowie Myron Boadu (bei seinem Debüt zum 5:0-Endstand gegen Estland). Insgesamt trugen zehn Spieler zu den 23 Qualifikationstoren bei. Zudem profitierten die Niederländer von einem Eigentor des Deutschen Jonathan Tah.

### Spiele
| Datum         | Spielort        | Gegner      | Ergebnis  | Torschützen |
| ------------- | --------------- | ----------- | --------- | --- |
| 21. März 2019 | Rotterdam       | Belarus     | 4:0 (2:0) | Memphis Depay (1., 55./Elfm.), Georginio Wijnaldum (21.), Virgil van Dijk (86.)                                                           |
| 24. März 2019 | Amsterdam (NED) | Deutschland | 2:3 (0:2) | Leroy Sané (15.), Serge Gnabry (34.), Matthijs de Ligt (48.), Memphis Depay (63.), Nico Schulz (90.)                                      |
| 6. Sep. 2019  | Hamburg         | Deutschland | 4:2 (0:1) | Serge Gnabry (9.), Frenkie de Jong (59.), Jonathan Tah (66./Eigentor), Toni Kroos (73.), Donyell Malen (79.), Georginio Wijnaldum (90+1.) |
| 9. Sep. 2019  | Tallinn         | Estland     | 4:0 (1:0) | Ryan Babel (17., 47.), Memphis Depay (76.), Georginio Wijnaldum (87.)                                                                     |
| 10. Okt. 2019 | Rotterdam       | Nordirland  | 3:1 (0:0) | Josh Magennis (75.); Memphis Depay (80., 90.+4), Luuk de Jong (90.+1)                                                                     |
| 13. Okt. 2019 | Minsk           | Belarus     | 2:1 (2:0) | Georginio Wijnaldum (32., 41.); Stanislau Drahun (53.)                                                                                    |
| 16. Nov. 2019 | Belfast         | Nordirland  | 0:0       | |
| 19. Nov. 2019 | Amsterdam       | Estland     | 5:0 (2:0) | Georginio Wijnaldum (6., 66., 79.), Nathan Aké (19'), Myron Boadu (87.)                                                                   |

### Abschlusstabelle
| Pl. | Land        | Sp. | S | U | N | Tore    | Diff. | Punkte |
| --- | ----------- | --- | - | - | - | ------- | ----- | ------ |
| 1.  | Deutschland | 8   | 7 | 0 | 1 | 030:700 | +23   | 21     |
| 2.  | Niederlande | 8   | 6 | 1 | 1 | 024:700 | +17   | 19     |
| 3.  | Nordirland  | 8   | 4 | 1 | 3 | 009:130 | −4    | 13     |
| 4.  | Belarus     | 8   | 1 | 1 | 6 | 004:160 | −12   | 04     |
| 5.  | Estland     | 8   | 0 | 1 | 7 | 002:260 | −24   | 01     |

## Vorbereitung
Die Vorbereitung sollte im März 2020 mit zwei Spielen beginnen, wobei die Mannschaft zunächst in Eindhoven gegen die USA und drei Tage später in Amsterdam gegen Spanien spielen wollte. Aufgrund der COVID-19-Pandemie wurden die Partien wie auch die weiteren für Mai und Juni geplanten Spiele gegen Griechenland und Wales abgesagt. In der im Herbst 2020 ausgetragenen UEFA Nations League 2020/21 konnten die Niederländer beide Spiele gegen Polen und das Heimspiel gegen Bosnien-Herzegowina gewinnen. Die Auswärtsspiele gegen Bosnien-Herzegowina und Italien endeten remis, das Heimspiel gegen Italien wurde verloren, wodurch die Final-Four-Endrunde verpasst wurde. Kurz vor Beginn der Nations League hatte Bondscoach Ronald Koeman den Posten aufgegeben, um Trainer des FC Barcelona zu werden. Neuer Bondscoach wurde Frank de Boer. In den ersten beiden Spielen war die Mannschaft aber noch von Interimscoach Dwight Lodeweges betreut worden, der zuvor Koeman assistiert hatte. Zudem gab es in Freundschaftsspielen eine Heimniederlage gegen Mexiko – wo mit Teun Koopmeiners und Owen Wijndal zwei Debütanten von AZ Alkmaar zum Einsatz kamen – sowie ein 1:1 im nachgeholten Spiel gegen Spanien mit dem Debütanten Marco Bizot (ebenfalls AZ) im Tor.
Am 24., 27. und 30. März 2021 standen die ersten Spiele in der Qualifikation für die WM 2022 gegen die Türkei (2:4), Lettland (2:0) und Gibraltar (7:0) an. Beim Spiel gegen die Türkei kam Ryan Gravenberch (Ajax Amsterdam) zu seinem ersten Länderspiel.
Die unmittelbare EM-Vorbereitung beginnt mit zwei Trainingstagen am 21. und 22. Mai sowie drei weiteren vom 24. bis zum 26. Mai auf dem KNVB Campus/Woudschouten Zeist, an denen keine Spieler teilnahmen, die noch in der Champions League aktiv waren. Vom 29. Mai bis zum 5. Juni absolvierte die komplette Mannschaft ein Trainingslager an der portugiesischen Algarve mit einem Länderspiel am 2. Juni gegen Schottland (2:2 nach zweimaligem Rückstand) im Estádio Algarve. Die „Generalprobe“ für die EM wurde am 6. Juni in Enschede gegen Georgien mit 3:0 erfolgreich gestaltet. Teamquartier während der EM ist wieder der KNVB Campus.

## Kader
Am 26. Mai wurde der endgültige Kader mit 26 Spielern bekannt gegeben. Drei Spieler nahmen bereits an einer Europameisterschaft teil, von denen aber nur Maarten Stekelenburg, mit 38 Jahren der älteste Spieler im Turnier, eingesetzt wurde. Für den jüngsten Spieler in der Mannschaft Jurriën Timber, der im Verlauf der Gruppenphase 20 wird, war es die erste Berufung in die Nationalmannschaft überhaupt. Kapitän Virgil van Dijk verzichtet auf die Teilnahme um sich nach längerer Verletzungspause auf die neue Saison vorzubereiten.
Am 1. Juni 2021 musste der für den Kader nominierte Jasper Cillessen aufgrund einer COVID-19-Infektion und der dadurch notwendigen Quarantäne durch Marco Bizot ersetzt werden. Donny van de Beek schied nach dem Vorbereitungsspiel gegen Georgien am 6. Juni verletzungsbedingt aus, de Boer nominierte keinen Ersatz nach.
| Trikot- Nr. | Name                 | Geburts- tag | Spiele | Tore | Verein                 | vorherige EM-Spiele/-tore | Sp. | Tore | Gelb | G/R | Rot | Debüt         | Letzter Einsatz |
| Tor         | Tor                  | Tor          | Tor    | Tor  | Tor                    | Tor                       | Tor | Tor  | Tor  | Tor | Tor | Tor           | Tor             |
| ----------- | -------------------- | ------------ | ------ | ---- | ---------------------- | ------------------------- | --- | ---- | ---- | --- | --- | ------------- | --------------- |
| 23          | Marco Bizot          | 10.03.1991   | 01     | 0    | AZ Alkmaar             |                           |     |      |      |     |     | 11. Nov. 2020 | 11. Nov. 2020   |
| 13          | Tim Krul             | 04.03.1988   | 15     | 0    | Norwich City (II) ▲    | 0 (2012)                  |     |      |      |     |     | 4. Juni 2011  | 2. Juni 2021    |
| 01          | Maarten Stekelenburg | 22.09.1982   | 60     | 0    | Ajax AmsterdamD        | 4/0 (2008, 2012)          | 4   |      |      |     |     | 3. Sep. 2004  | 27. Juni 2021   |
| Abwehr      |                      |              |        |      |                        |                           |     |      |      |     |     |               |                 |
| 12          | Patrick van Aanholt  | 29.08.1990   | 15     | 0    | Crystal Palace         |                           | 4   |      |      |     |     | 19. Nov. 2013 | 27. Juni 2021   |
| 04          | Nathan Aké           | 18.02.1995   | 20     | 02   | Manchester CityM       |                           | 2   |      |      |     |     | 31. Mai 2017  | 17. Juni 2021   |
| 17          | Daley Blind          | 09.03.1990   | 78     | 02   | Ajax AmsterdamD        |                           | 4   |      |      |     |     | 6. Feb. 2013  | 27. Juni 2021   |
| 22          | Denzel Dumfries      | 18.04.1996   | 19     | 0    | PSV Eindhoven          |                           | 4   | 2    |      |     |     | 13. Okt. 2018 | 27. Juni 2021   |
| 03          | Matthijs de Ligt     | 12.08.1999   | 27     | 02   | Juventus TurinP        |                           | 3   |      |      |     | 1   | 25. März 2017 | 27. Juni 2021   |
| 25          | Jurriën Timber       | 17.06.2001   | 02     | 0    | Ajax AmsterdamD        |                           | 3   |      |      |     |     | 2. Juni 2021  | 27. Juni 2021   |
| 02          | Joël Veltman         | 15.01.1992   | 27     | 02   | Brighton & Hove Albion |                           | 1   |      |      |     |     | 19. Nov. 2013 | 13. Juni 2021   |
| 06          | Stefan de Vrij       | 05.02.1992   | 45     | 03   | Inter MailandM         |                           | 4   |      |      |     |     | 15. Aug. 2012 | 27. Juni 2021   |
| 05          | Owen Wijndal         | 28.11.1999   | 09     | 0    | AZ Alkmaar             |                           | 2   |      |      |     |     | 7. Okt. 2020  | 17. Juni 2021   |
| Mittelfeld  |                      |              |        |      |                        |                           |     |      |      |     |     |               |                 |
| 16          | Ryan Gravenberch     | 16.05.2002   | 05     | 01   | Ajax AmsterdamD        |                           | 2   |      |      |     |     | 24. März 2021 | 21. Juni 2021   |
| 21          | Frenkie de Jong      | 12.05.1997   | 27     | 01   | FC BarcelonaP          |                           | 4   |      |      |     |     | 6. Sep. 2018  | 27. Juni 2021   |
| 14          | Davy Klaassen        | 21.02.1993   | 24     | 05   | Ajax AmsterdamD        |                           |     |      |      |     |     | 5. März 2014  | 6. Juni 2021    |
| 24          | Teun Koopmeiners     | 28.02.1998   | 01     | 0    | AZ Alkmaar             |                           |     |      |      |     |     | 7. Okt. 2020  | 7. Okt. 2020    |
| 15          | Marten de Roon       | 29.03.1991   | 23     | 0    | Atalanta Bergamo       |                           | 3   |      | 1    |     |     | 13. Nov. 2016 | 27. Juni 2021   |
| 08          | Georginio Wijnaldum  | 11.11.1990   | 75     | 22   | FC Liverpool           |                           | 4   | 3    |      |     |     | 2. Sep. 2011  | 27. Juni 2021   |
| Sturm       |                      |              |        |      |                        |                           |     |      |      |     |     |               |                 |
| 07          | Steven Berghuis      | 19.12.1991   | 26     | 02   | Feyenoord Rotterdam    |                           | 2   |      |      |     |     | 27. Mai 2016  | 27. Juni 2021   |
| 10          | Memphis Depay        | 13.02.1994   | 64     | 26   | Olympique Lyon         |                           | 4   | 2    |      |     |     | 15. Okt. 2013 | 27. Juni 2021   |
| 26          | Cody Gakpo           | 07.05.1999   | 0      | 0    | PSV Eindhoven          |                           | 1   |      |      |     |     | 21. Juni 2021 | 21. Juni 2021   |
| 09          | Luuk de Jong         | 27.08.1990   | 36     | 08   | FC Sevilla             | 0 (2012)                  | 2   |      |      |     |     | 9. Feb. 2011  | 17. Juni 2021   |
| 18          | Donyell Malen        | 19.01.1999   | 09     | 02   | PSV Eindhoven          |                           | 4   |      |      |     |     | 6. Sep. 2019  | 27. Juni 2021   |
| 11          | Quincy Promes        | 04.01.1992   | 48     | 07   | Spartak Moskau         |                           | 2   |      |      |     |     | 5. März 2014  | 27. Juni 2021   |
| 19          | Wout Weghorst        | 07.08.1992   | 06     | 01   | VfL Wolfsburg          |                           | 4   | 1    |      |     |     | 23. März 2018 | 27. Juni 2021   |
| Trainer     | Frank de Boer        | 15.05.1970   | 112    | 13   |                        | 9/2 (1992, 2000, 2004)    |     |      |      |     |     | 26. Sep. 1990 | 26. Juni 2004   |

Anmerkungen: D = Double 2020/21, M = Meister 2020/21, P = Pokalsieger 2020/21, (II) = 2. Liga,  ▲ = Aufsteiger
1. 1 2 3 4 5  Als Spieler

## Endrunde
Schon vor der Qualifikation stand fest, dass die niederländische Mannschaft bei einer gelungenen Qualifikation zwei Gruppenspiele in Amsterdam bestreiten würde und ggf. ein Spiel in Bukarest. Da sich Rumänien aber nicht direkt qualifizieren konnte, durften die Niederländer ihre drei Gruppenspiele im heimischen Amsterdam bestreiten. Durch die Auswahl der Austragungsorte konnte die Mannschaft nicht gegen England, Italien, Spanien und Deutschland gelost werden. Da der FIFA-Weltranglistenführende Belgien die Qualifikation als beste Mannschaft abschloss und zudem die Ukraine zu den sechs besten Mannschaften der Qualifikation gehörte, beide keine Gruppenspiele ausrichteten, aber die Ukraine nicht in eine Gruppe mit Russland und einem der anderen fünf besten Mannschaften der Qualifikation einsortiert werden konnte, wurde die Ukraine der niederländischen Gruppe zugeordnet. Zugelost wurden zudem Österreich und Nordmazedonien, das sich im März 2020 noch qualifizieren musste. Gegen Österreich war die Gesamtbilanz positiv. In 19 Spielen gab es neun Siege, vier Remis und sechs Niederlagen, wobei die letzten sechs Spiele gewonnen wurden. Die letzte Niederlage gegen die Österreicher gab es im Mai 1990 in der Vorbereitung auf die WM. Gegen die Ukraine gab es erst zwei Freundschaftsspiele, das erste im Mai 2008 wurde in Rotterdam mit 3:0 gewonnen, im August 2010 spielte man dann in der Ukraine 1:1. Gegen Nordmazedonien bzw. Mazedonien absolvierten die Niederländer zuvor vier Spiele mit zwei Remis in der Qualifikation zur WM 2006 und zwei Siegen in der Qualifikation zur WM 2010.
Mit 8:2 Toren und drei Siegen holte Oranje vor Österreich den Gruppensieg und traf im Achtelfinale auf den Dritten der Gruppe D, Tschechien. Außenverteidiger Denzel Dumfries war in den ersten beiden Gruppenspielen an allen fünf Toren direkt beteiligt, Kapitän Georginio Wijnaldum war hingegen mit drei Treffern der beste niederländische Torschütze der Gruppenphase. Keeper Maarten Stekelenburg, der mit 38 Jahren älteste Teilnehmer an dieser Endrunde, musste hingegen nur zwei Gegentreffer hinnehmen. In allen drei Vorrundenpartien setzte Bondscoach Frank de Boer auf eine defensive Dreierkette, die bei Bedarf durch die offensiver ausgerichteten Außenbahnspieler zu einem Fünferverbund werden konnte. Diese Taktik hatte er bereits in der Vorbereitungsphase angewandt und sich so dem im niederländischen Fußball allgegenwärtigen 4–3–3 verwehrt. Beim Stand von 0:0 sorgte ein Platzverweis für Matthijs de Ligt nach einem Handspiel im Strafraum für eine Wende im Achtelfinalspiel gegen die Tschechen, die in der Folge mit 2:0 gewannen.

### Gruppenspiele
| Pl. | Land           | Sp. | S | U | N | Tore    | Diff. | Punkte |
| --- | -------------- | --- | - | - | - | ------- | ----- | ------ |
| 1.  | Niederlande    | 3   | 3 | 0 | 0 | 008:200 | +6    | 09     |
| 2.  | Österreich     | 3   | 2 | 0 | 1 | 004:300 | +1    | 06     |
| 3.  | Ukraine        | 3   | 1 | 0 | 2 | 004:500 | −1    | 03     |
| 4.  | Nordmazedonien | 3   | 0 | 0 | 3 | 002:800 | −6    | 0      |

|                                     |   |             |           |
| 13. Juni 2021 um 21:00 in Amsterdam |   |             |           |
| Niederlande                         | – | Ukraine     | 3:2 (0:0) |
| 17. Juni 2021 um 21:00 in Amsterdam |   |             |           |
| Niederlande                         | – | Österreich  | 2:0 (1:0) |
| 21. Juni 2021 um 18:00 in Amsterdam |   |             |           |
| Nordmazedonien                      | – | Niederlande | 0:3 (0:1) |

### K.-o.-Runde
Da die niederländische Mannschaft nach dem 3:2 gegen die Ukraine sowie dem 2:0 gegen Österreich vorzeitig als Gruppensieger feststand, stand schon vor dem letzten Spiel gegen Nordmazedonien – das dann auch gewonnen wurde – fest, dass sie in Budapest gegen den Dritten der Gruppe D, Tschechien, spielen würde. Gegen die Tschechen gab es bis dato elf Spiele, von denen drei gewonnen wurden. Fünf Spiele gingen verloren und drei endeten remis. Den letzten Sieg gab es im Oktober 2005 in der Qualifikation für die WM 2006. Die beiden letzten Spiele in der Qualifikation für die EM 2016 gingen verloren und waren mitverantwortlich dafür, dass die Niederländer die letzte EM-Endrunde verpassten. Bei EM-Endrunden gab es 2000 und 2004 je einen Sieg für beide, jeweils in der Gruppenphase. Bei einem Sieg wäre das Team am 3. Juli 2021 in Baku gegen Dänemark angetreten.
|                                                    |   |            |           |
| So., 27. Juni 2021 um 18:00 Uhr (MESZ) in Budapest |   |            |           |
| Niederlande                                        | – | Tschechien | 0:2 (0:0) |